# Huskvarna slalombacke

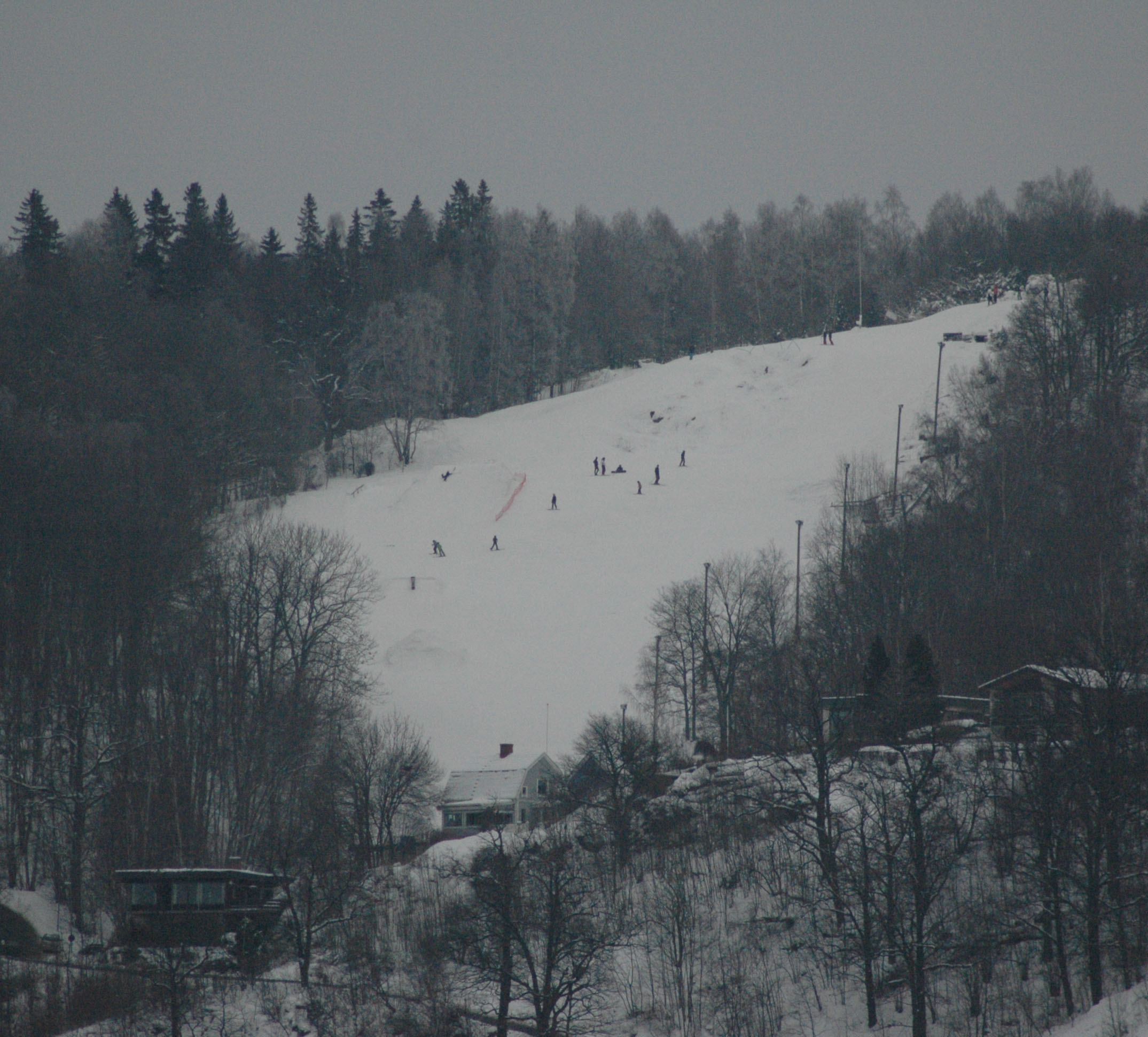
Slalombacken

Huskvarna slalombacke, även kallad Strutsabacken eller Palladam, är belägen i stadens norra del, intill Norra Klevaliden på sluttningen av Huskvarnabergen. Slalombacken invigdes 1966. Backens längd är 380 meter. Om man räknar till en skogsslinga, blir längden 560 meter. Den totala höjdskillnaden uppgår till 89 meter. Den nuvarande liften invigdes 1987, då även en klubbstuga invigdes i backen.
Backen tjänade som publikplats när backtävlingar för motorcykel och bil kördes i Norra Klevaliden 1933–1950.  

## Namn
Huskvarna slalombacke kallas i folkmun ofta Strutsabacken eller Palladam. Det är oklart varifrån namnet Palladam kommer. En teori gör gällande att namnet är hämtat från delstaten Tamil Nadu i södra Indien, där en ort heter så.[källa behövs] Idrottsklubben Hakarpspojkarna, som använder backen för sin alpina verksamhet, anger att namnet torde komma från det ljud som hördes från hovarna när hästar förr i tiden red upp och ned för backen.
Palladam var också smeknamnet på tyngdlyftaren Bertil Karlsson (5 mars 1901–11 december 1975), som tävlade för Huskvarna AIK. Troligen fick Bertil Karlsson sitt smeknamn efter slalombacken, men det kan vara så, att det blev till när han representerade Sverige i Amsterdam-OS 1928.[källa behövs]